# Tilly van der Zwaard
Mathilda Catrina van der Zwaard, dite Tilly van der Zwaard (épouse van der Made, née le 18 janvier 1938 à Leyde (Pays-Bas) et morte le 6 février 2019 à Edgewater (Floride)[réf. nécessaire]), est une athlète néerlandaise spécialiste du 400 mètres et du 800 mètres. Elle représente son pays aux Jeux olympiques de 1964 et 1968, atteignant la finale du 400 mètres en 1964.

## Biographie

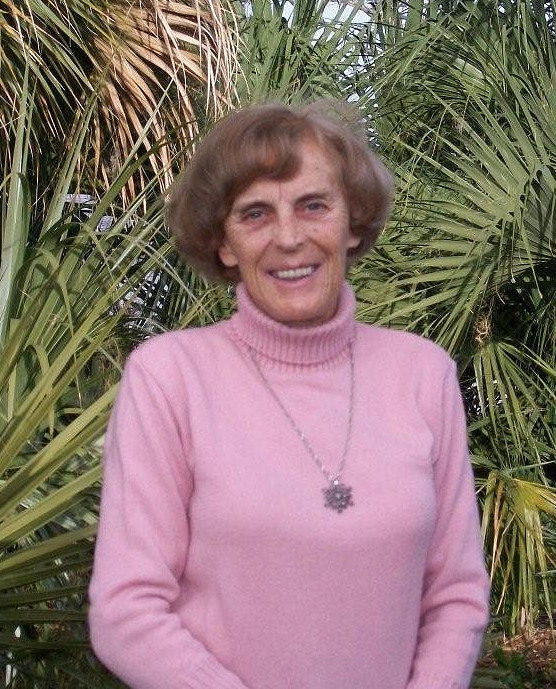
Tilly van der Zwaard en 2010.

### Palmarès
| Date | Compétition           | Lieu     | Résultat | Épreuve | Performance |
| ---- | --------------------- | -------- | -------- | ------- | ----------- |
| 1962 | Championnats d'Europe | Belgrade | 3e       | 400 m   | 54 s 2      |
| 1964 | Jeux olympiques d'été | Tokyo    | 6e       | 400 m   | 55 s 2      |

### Records
| Épreuve    | Performance  | Lieu | Date |
| ---------- | ------------ | ---- | ---- |
| 400 mètres | 53 s 2       |      | 1968 |
| 800 mètres | 2 min 04 s 4 |      | 1968 |